# هويالس دي روا
بلدية هويالس دي روا (بالإسبانية: Hoyales de Roa)‏, هي إحدى بلديات مقاطعة برغش, التي تقع في منطقة قشتالة وليون, والتي تقع في شمال غرب إسبانيا.
يبلغ عدد سكانها 276 نسمة وفقاً لإحصائية سنة (2002).